# Le promesse del mondo
Le promesse del mondo è il sesto album in studio del cantautore italiano Flavio Giurato, pubblicato il 5 ottobre 2017 con l'etichetta Entry.
Il disco è stato scritto, composto e diretto da Flavio Giurato e prodotto da Guido Celli.

## Tracce
Testi e musiche di Flavio Giurato.
1. Soundcheck – 9:08
2. L’ipocrisia – 5:50
3. Digos – 7:00
4. Le promesse del mondo – 7:44
5. Snuff Song – 6:04
6. Ponte Salario – 7:59
7. I lupi – 5:20
8. In mezzo al cammino – 8:30
9. Agua mineral (feat. Maria Bianca Giurato) – 6:46

Durata totale: 64:21

## Formazione
- Flavio Giurato, voce - chitarra acustica
- Federico Zanetti, basso
- Daniele Ciucci Giuliani, percussioni - batteria
- Mattia Candeloro, chitarra elettrica - basso preparato
- Guido Celli, seconda voce